# Jesuset del Miracle
El Jesuset del Miracle és un retaule ceràmic situat a l'Església del Sant Sepulcre d'Alcoi.
Cada 31 de gener els alcoians celebren una solemne processó, en commemoració del robatori de les Sagrades Formes que va ser perpetrat el 1568 i que va ser resolt gràcies a l'ajuda del Nen Jesús representat en aquesta obra.

## Llegenda

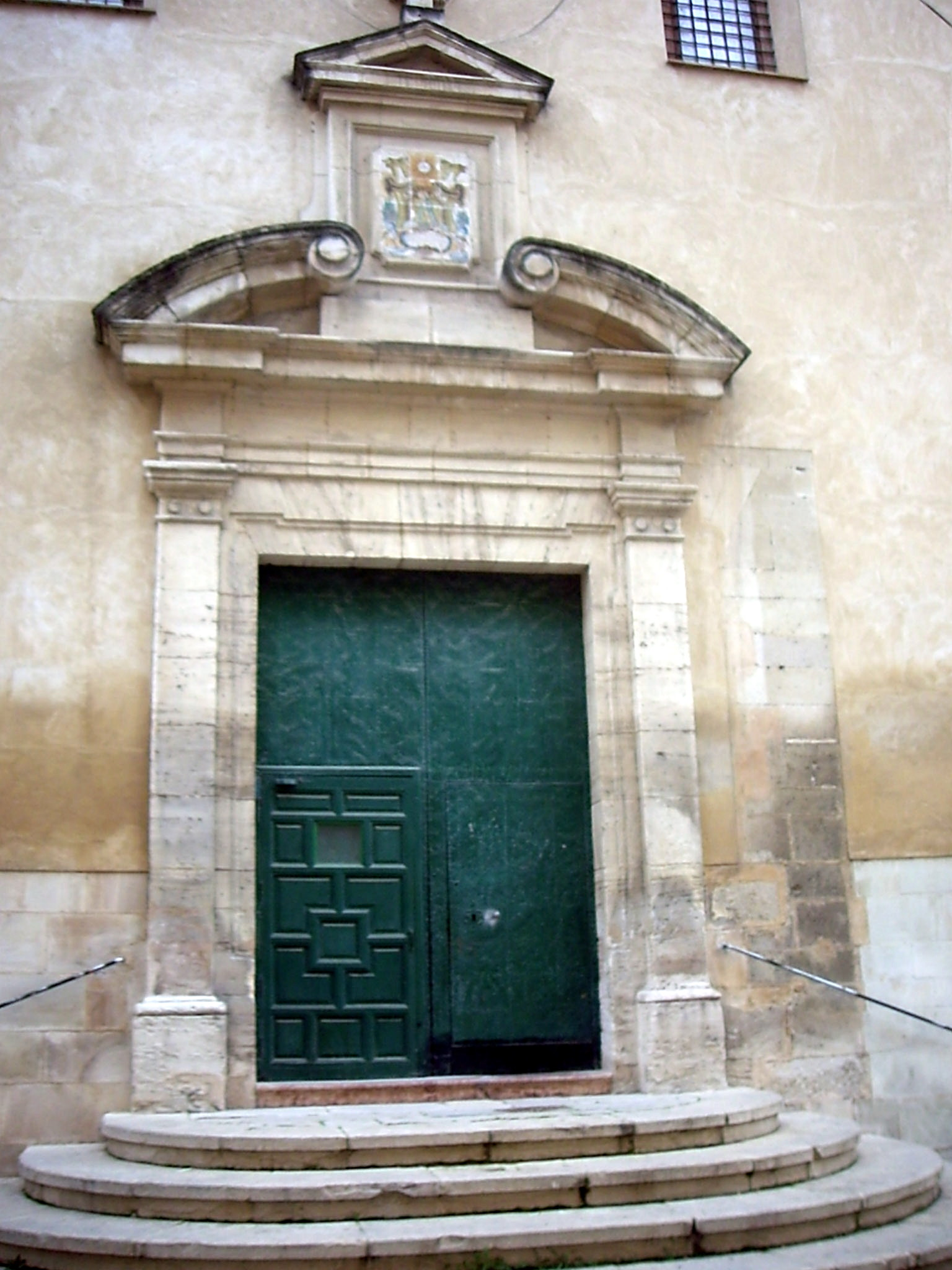
Porta lateral del Convent del Sant Sepulcre

El 29 de gener de 1568, Joan Prats, abaixador de draps, va entrar a l'església parroquial furtant una capseta de plata amb quaranta hòsties, la custòdia del viàtic i un reliquiari i les va amagar davall de l'escala que portava de l'estable a les habitacions de sa casa. Després va consumir totes les hòsties i va trencar el reliquiari, va traure el saquet de les relíquies i les va depositar en el cofrenet buit. Va trencar el reliquiari i el va embolicar amb un drap amb el copó. Després ho va ocultar tot a la cavallerissa.
L'endemà, s'oferia una recompensa de trenta lliures a qui recuperara allò furtat i descobrira el lladre. El justícia i els jurats van trametre una notificació al virrei per mitjà de l'advocat de la Vila. Es va arribar a rastrejar fins als termes de Xàtiva i Gandia, però de seguida molts van començar a sospitar de Prats. Aquell mateix dia el justícia es va presentar a casa de Prats fent una inspecció ocular. Malgrat no trobar res va disposar hores després el seu arrest degut als ànims exaltats de la gent. Al migdia, Joan Esteve, llaurador, sol·licitava vènia per a escorcollar personalment la casa de Prats, accedint el magistrat. Al cap de poc va encontrar una escudella que va ser reconeguda pel vicari. Tot seguit, el mateix Joan Esteve encontrava el drap que embolicava la resta d'objectes amb la seua aixada.
Prats va ser portat de nou davant del justícia i ho va confessar tot. Així es va iniciar el procés criminal amb l'assessorament del lletrat Jaume Margarit. Es va fer arribar un botxí de Gandia per si fos necessària l'execució o turment del reu. Va ser jutjat a València pel Sant Ofici, però Margarit va sol·licitar que la pena s'executara a Alcoi. Va ser decapitat i esquarterat a Alcoi, el seu cap va ser penjat a la porta del convent de Sant Agustí, i la mà dreta a plaça de les Cases de la Cúria. Les seues despulles no van ser sepultes, van ser escampades a la vora dels camins.
En totes les cròniques hi ha una obsessió per relacionar l'origen francés de Joan Prats i la comissió del crim. Les cròniques diuen que Prats havia tornat a Alcoi recentment de França, que estava assolada per les guerres de religió i la gent pensava que probablement havia fugit de França, dels catòlics. En tot el país, a més es respirava un ambient generalitzat de xenofòbia.
També es diu que una figura d'un Nen Jesús, que hi havia a la façana de la casa de Na Miralles, al costat de la casa de Prats, s'havia inclinat per assenyalar el lloc on estaven amagades les sagrades formes, però d'esta història no se sap res fins al 1627. El 6 de novembre, el justícia, jurats i el síndic prenen les declaracions orals de quatre dones i tres homes que corroboren la història de la imatge del Jesuset que tenia el braç dret enlaire, amb dos ditets senyalant cap amunt, el cos tot ert i les cames rectes. Tot lo contrari que hui en dia. Cal dir que la narració més extensa correspon a una viuda de 95 anys.
Es va adquirir la casa de Prats per a consagrar-la al culte i Na Miralles va regalar aquest Jesuset perquè fóra venerat. A l'octubre de 1597 es va habilitar la part destinada a albergar les monges reformades que va proposar l'arquebisbe Ribera.

## Descripció del retaule
Imatge del nen Jesús del Miracle (Alcoi, 1568) reproduïda al seu camerín, amb un fons que assembla una fornícula profusament ornamentada. Angles superiors amb rocalles; dos gerros o búcars amb flors, als laterals; cos superior amb custodia, irradiant feixos lluminosos i epígraf J.H.S. A la part inferior, medalló oval de rocalles amb epígraf, subjecte per dos angelets. A la base apareixen els símbols de la Custòdia tombada sobre una feix de llenya. No posseeix orla. Ús de colors purs: groc, taronja, blau, morat, verds, manganès i blanc.
El retaule té un format vertical, les dimensions del qual són 60 x 80 cm. Té un total de 12 peces; les dimensions de cada peça individualitzada és 20 cm La fornícula presenta rajola que apareix emmarcada per una motllura tallada en pedra calcària, que forma part de l'element superior o remat del frontó de la porta. Realitzat en pedra llaurada.